# Louise Aston
Pour les articles homonymes, voir Aston.
Luise Aston, également connue sous le nom de Louise Aston, née le 26 novembre 1814 à Gröningen et morte le 21 décembre 1871 à Wangen im Allgäu, est une écrivaine et féministe allemande. 
Elle militait pour les droits des femmes, la démocratie et l'amour libre.

## Biographie
Louise Aston est la plus jeune fille du théologien protestant Johann Gottfried Hoche (en) et de son épouse Louise Charlotte, née Berning. Une de ses sœurs aînées est l'écrivaine Eulalia Merx (de). À l'âge de 17 ans, son mariage est arrangé avec Samuel Aston, 23 ans, un fabricant anglais de Magdebourg et ils partent vivre en Angleterre. Samuel Aston a déjà quatre enfants issus d'unions illégitimes avec trois femmes, qu'il a tous adoptés. Le mariage de Samuel et Louise Aston donnera trois filles.  
Louise Aston mène une vie extravagante et provoque à plusieurs reprises des scandales à Magdebourg et à Göttingen, où elle séjourne de temps en temps. En 1839, à l'instigation de Samuel Aston, le couple divorce puis se réconcilie et se remarie en 1842. En 1844, la séparation est définitive et ils divorcent de nouveau. Louise Aston décrit l'histoire de cette relation dans son roman Aus dem Leben einer Frau (de) (De la vie d'une femme).  
Louise Aston part vivre en Prusse avec sa deuxième fille, Jenny Louise, et s'installe à Berlin. Elle vit temporairement avec Rudolf von Gottschall, qui lui dédie ses poèmes sur l'amour libre « Madonna » et « Magdalena ».  
À la recherche d'une carrière littéraire et philosophique, elle rejoint un groupe de jeunes hégéliens (dont Otto von Corvin et Max Stirner). Des plaintes anonymes à son sujet conduisent la police à la surveiller. En 1846, elle est expulsée de Berlin étant qualifiée de « personne dangereuse » pour son non-conformisme et son refus ouvert de toute forme de religiosité organisée. En effet, elle publie des poèmes érotiques, porte des pantalons comme George Sand, à laquelle on la compare, et fume dans la rue. Dans son livre Meine Emanzipation, Verweisung und Rechtfertigung (Mon émancipation, référence et justification), publié un peu plus tard, elle décrit son experience et formule des revendications radicales pour l'égalité des sexes et le droit des femmes.  
L'historien de l'art Lothar Schultes soupçonne, sur la base de la ressemblance avec une gravure sur acier d'Auguste Hüssener, que le tableau « L'émancipée » de Johann Baptist Reiter, qui se trouve au musée du château de Linz, montre Louise Aston. Il est probable que son origine remonte à 1847, quand Aston vécut en Suisse pendant une courte période et peut-être aussi à Vienne avant la révolution.
En 1847, Mathilde Franziska Anneke publie un traité Das Weib im Conflict mit den socialen Verhältnissen (La femme en conflit avec les conditions sociales) pour la soutenir et y dénonce la suppression du rôle des femmes dans la société,. 
En 1848, année de la révolution, elle rejoint le Freikorps de Ludwig von der Tann en tant qu'infirmière bénévole et participe à la campagne du Schleswig-Holstein. Au cours de cette campagne, elle rencontre son deuxième mari, le médecin Daniel Eduard Meier (1812–1873). Ils retournent à Berlin, où elle publie son roman Lydia et, pendant la révolution de mars, édite quelques numéros dans le magazine Der Freischärler et fonde le Club Emanzipierter Frauen (Club des femmes émancipées). Son mari est arrêté pour ses opinions démocrates radicales. Aston est finalement expulsée de Berlin et déménage à Brême, où elle écrit son roman Revolution und Conterrevolution (Révolution et contre-révolution). Sa dernière publication, Freischärler-Reminiscenzen, parait en 1849 et est un recueil de poèmes. Ces textes radicaux lui ont valu de vives critiques de la part du mouvement féministe (y compris de Louise Otto),. 
Le mari de Louise Aston est libéré de prison en 1855. Le couple, constamment surveillé, quitte l'Allemagne pour travailler comme médecin et infirmier en soins infirmiers volontaires du côté russe pendant la guerre de Crimée. Ils vivent ensuite en Ukraine puis en Transylvanie, en Hongrie et en Autriche jusqu'à leur retour en Allemagne en 1871. Elle y vit  sous le nom de Louise Meier pour ne pas être reconnue. Peu de temps après, Louise Aston meurt pauvre et isolée de ses amis à l'âge de 57 ans.
Elle est enterrée dans l'ancien cimetière de Wangen im Allgäu; sa plaque funéraire est ornée d'une épitaphe « Après le combat, la paix ». Son mari Daniel Eduard Meier, décédé en 1873, est enterré dans la même tombe. Sa tablette funéraire est également pourvue d'une épitaphe : « La mort par compassion garantit la paix et la tranquillité. L'impitoyablement traqué Meier-Aston ». "

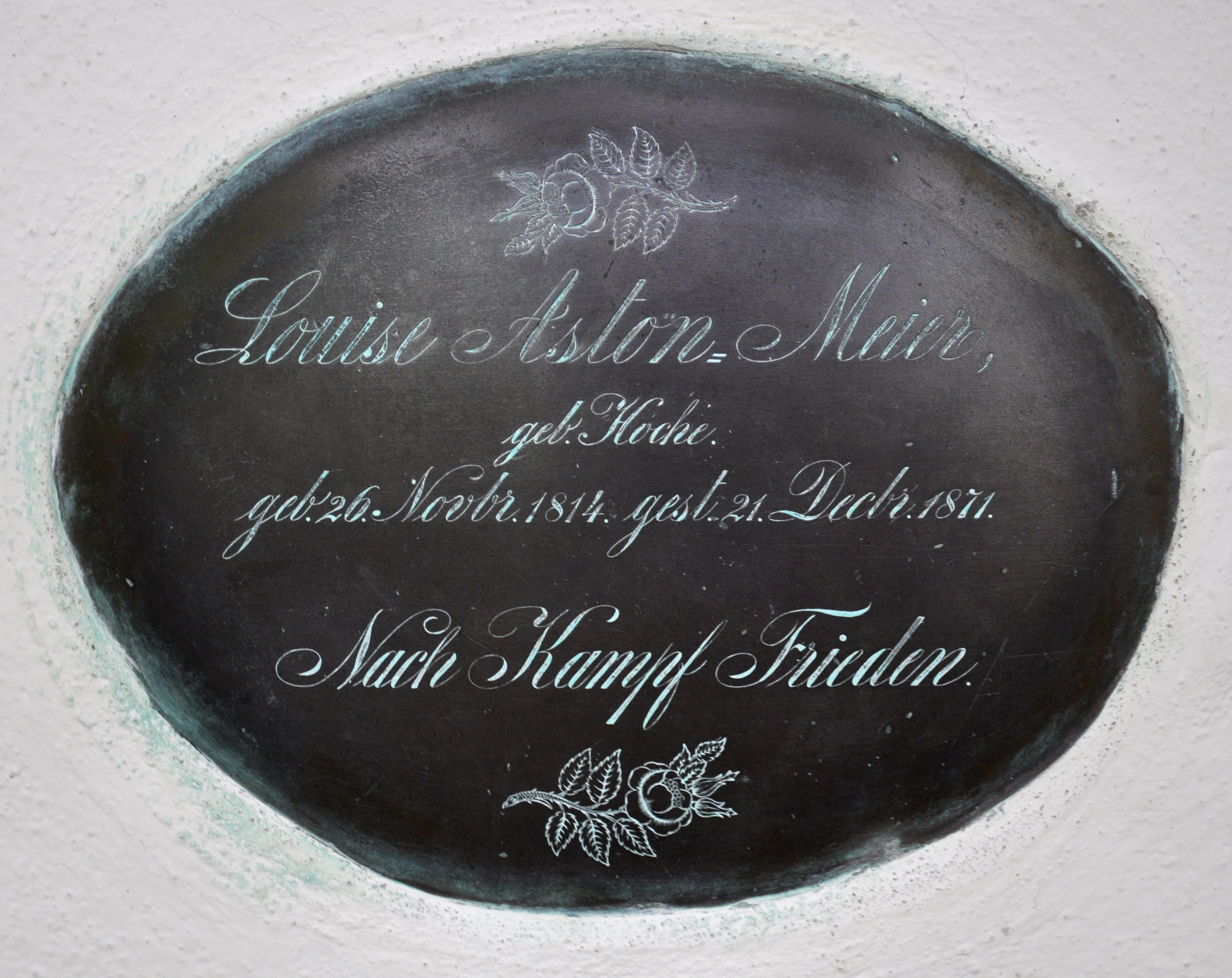
Épitaphe de Louise Aston

## Œuvres
Aston est certainement l'une des écrivaines et militantes politiques allemandes les plus radicales de la période Vormärz. Son point de vue unique repose sur la comparaison de la situation des femmes à celle de la classe ouvrière dans une société capitaliste. Elle affirme que l'émancipation des deux dépend de leur rejet des institutions patriarcales : le mariage, l'église et le roi. Ses positions provocantes, en particulier sa contestation des rôles de genre alors en place, la situent à part des autres féministes de l'époque telles que Fanny Lewald, Ida von Hahn-Hahn,.  
Louise Otto, rédactrice en chef de son journal, appelait George Sand ou Aston des « caricatures d'hommes ». 
D'un point de vue littéraire, elle fait partie des premières écrivaines à avoir une héroïne dans ses romans, mais elle va plus loin en ce sens où ses personnages sont plus politisés et elle refuse l'aspect binaire des genres.
On compte parmi ses œuvres :
- 1846: Wilde Rosen. Roman
- 1846: Meine Emancipation. Verweisung und Rechtfertigung
- 1847: Aus dem Leben einer Frau (de) Roman Autobiographique
- 1848: Lydia. Roman
- 1849: Revolution und Contrerevolution. Roman
- 1850: Freischärler - Reminiscenzen. 12 histoires (books.google.de); u. a. Lied einer schlesischen Weberin